# یووکووو
یووکووو (به بلغاری: Yovkovo) یک منطقهٔ مسکونی در بلغارستان است که در شهرستان جنرال توشوو واقع شده‌است.